# Cap Pela
Cap Pela és un grup de música vocal mallorquí que canta cançons a cappella, és a dir, sense instruments.
Començaren la seva trajectòria l'any 1994 amb un repertori variat, on es poden trobar, sobretot, èxits internacionals i també cançons tradicionals, nadales i composicions pròpies. La selecció d'aquest repertori va en funció d'allò que els agrada i que s'adapta millor a les seves característiques vocals i a la seva manera d'entendre l'arranjament d'aquests temes, que defuig de la imitació purament instrumental. La seva proposta està plena de finor, elegància i profunditat.
Durant els 20 anys de trajectòria han pogut dur la seva música arreu de l'estat espanyol i molts indrets d'Europa. Han fet sentir la tradicional sibil·la a París, han estat la banda mòbil dels premis MAX i han actuat juntament amb Antonio Canales, entre d'altres, o han fet de teloners mites com B. B. King.
També s'han fet sentir i han concursat en dues edicions del Festival Internacional de Cantonigros i al Festival Internacional de Verona. Més recentment han estat artistes convidats al Festival für Vokalmusik Leipzig (2012), al Girona a cappella Festival (2013), al Festival VOICEMANIA (Viena, 2015) i a la primera edició del Festival VEUS d'Olot, fent-se presents al panorama internacional de la música a cappella.

## Components
- Esther Barceló - Soprano
- Sofia Domènech - Soprano
- Carol Domènech - Contralt
- Begoña de la Iglesia - Contralt
- Guillem Ramon - Tenor
- Santiago Francia - Tenor
- Joaquim Domènech - Baix

## Discografia
- Cap-pela /iòxka/ (U.M./Unió Músics, 1996)
- Cap pela (Ona Digital, 1998)[6]
- A pèl (Ona Digital, 2000)
- De cap (Ona Digital, 2004)
- Directe! (Blau, 2006)
- Per Nadal (Blau, 2008)
- Moon River (Blau, 2011)
- Feel'n'soul (Blau, 2013)[7]
- Happy Christmas (Blau, 2015)[8]
- Encén els llums (Blau, 2022)